# Базилика на Къртозов рид
Базиликата на Къртозов рид (на македонска литературна норма: Базилика на Кртозов Рид) е раннохристиянска православна базилика, чиито руини са открити на археологическия обект Къртозов рид, край тиквешкото село Дреново, централната част на Северна Македония. Базиликата е обявена за паметник на културата.

## Описание
Къртозов рид е разположен на километър северозападно от Дреново. Базиликата е открита в 2009 година от собственика на нивата, който при оран открива мраморна плоча от олтарна преграда. Представлява трикорабна ориентирана изток - запад сграда, като апсидата на изток е вписана в стената, което я прави уникална за трикорабните базилики, открити в Република Македония. Открити са входът, презвитерият, апсидата с подови мозайки с геометрични мотиви и страничните помощни помещения, олтарна преграда со парапетни плочи с крстови, розети и монолитни стълбове с бази и коринтски капители. В наоса също е открита подова мозайка и части от владишкия престол. Градежът е от солидни каменни блокове с варов хоросан за спойка. Стените са широки 60 cm. Базиликата се датира в края на V – началото на VI век от Христа. В 2014 година е открита и кръщелнята на базиликата.